# Toxorhina gilesi
Toxorhina gilesi är en tvåvingeart som först beskrevs av Edwards 1911.  Toxorhina gilesi ingår i släktet Toxorhina och familjen småharkrankar. Inga underarter finns listade i Catalogue of Life.